# Papirio Fabiano
Papirio Fabiano (in latino Papirius Fabianus; fl. I secolo) è stato un retore e filosofo romano.

## Biografia
Faceva parte della gens Papiria, al tempo di Tiberio e Caligola, nella prima metà del I secolo. 
Fu pupillo di Arellio Fusco e di Blando nella retorica, e di Sestio nella filosofia. Il suo primo modello di retorica fu il maestro Arellio Fusco, ma in seguito utilizzò uno stile meno ornato. Insegnò ad Albuzio Silo l'eloquenza. Lo stile retorico di Fabiano è descritto da Seneca il Vecchio, e viene spesso citato nel terzo libro delle Controversiae e nelle Suasoriae.
Ben presto Fabiano abbandonò la retorica a favore della filosofia. Seneca il Giovane pone le sue opere filosofiche accanto a quelle di Cicerone, Asinio Pollione e Tito Livio, lo storico. Egli ne descrive lodevolmente lo stile filosofico, ed in alcuni punti questa sua descrizione coincide con quella di Seneca padre. Entrambi i Seneca sembrano aver conosciuto, e certamente stimato, Fabiano.
Fabiano fu autore di un'opera intitolata [Rerum ?] Civilium, ed la somma delle sue opere filosofiche superò quella di Cicerone. Da un passo di Seneca (Natur. Quaest., III, 27), sembra che scrivesse di fisica e venne definito da Plinio il Vecchio rerum naturae peritissimus, "molto esperto in materia di natura". Lo stesso Plinio cita le sue opere intitolate De Animalibus e Causarum Naturalium Libri.